# Candanchú
Candanchú est une station de sports d'hiver située dans les Pyrénées aragonaises (Espagne), sur la commune d'Aísa, dans la comarque de Jacetania (Huesca). En 2005 elle comptait 110 habitants. L'origine du nom « Candanchú » serait une déformation de "Camp d'Anjou", l'endroit ayant naguère servi de site militaire aux Ducs d'Anjou[Selon qui ?]. Candanchú forme avec sa voisine Astún le domaine skiable Astún-Candanchú, l'un des plus importants des Pyrénées.

## Description

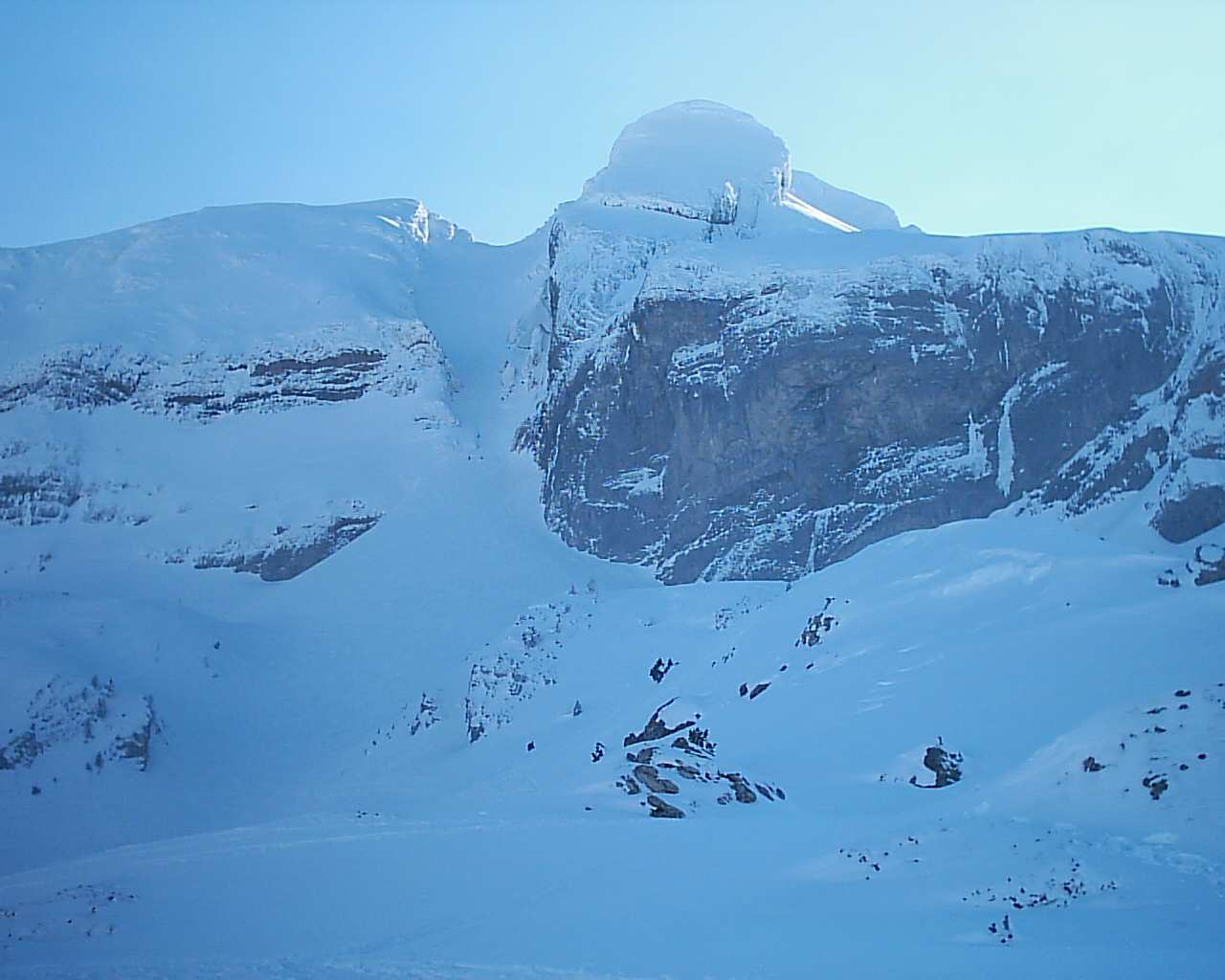
Vue du mythique Tubo de la Zapatilla

Plus ancienne station de ski d'Espagne  (créée en 1928), Candanchú est située dans les Pyrénées aragonaises, près de la source de l'Aragon et à 2 km du col du Somport, frontière avec la France. Elle est voisine de la station d'Astún et à quelque 28 km de Jaca, centre important des amoureux de la pratique du ski, avec laquelle elle forme le domaine skiable Astún-Candanchú.
Le domaine skiable alpin propre à Candanchú est partagé en quatre zones : Tobazo (zone principale, avec le stade de compétitions), Rinconnada-Tortiellas, Tuca (zone supérieure de la station) et Pista Grande (zone privilégiée pour les débutants). Parmi ses 44 pistes de ski alpin, la station compte 11 pistes homologuées par la Fédération internationale de ski (FIS)  et accueille régulièrement des compétitions nationales et internationales.
Le domaine de ski de fond de Candanchú-Le Somport compte 35 km (10 km côté espagnol, 25 km côté français) répartis sur 9 boucles, la plupart sillonnant La Forêt des Hêtres, dont certaines sont homologuées par la FIS. Candanchú s'est également doté d'un stade de tir à la carabine, afin d'organiser des compétitions officielles de biathlon. Un plan des pistes de ski de fond est disponible ici.
Depuis le sommet de la station s'offre un vaste panorama sur les Pyrénées françaises et espagnoles. Au premier plan, la sierra de Aisa avec notamment le Pic d'Aspe, et plus loin le Pic du Midi d'Ossau, le Pic d'Anie et le Pic d'Orhy, le Pic du Balaïtous et  plus loin, le massif du Mont-Perdu.

## Particularités

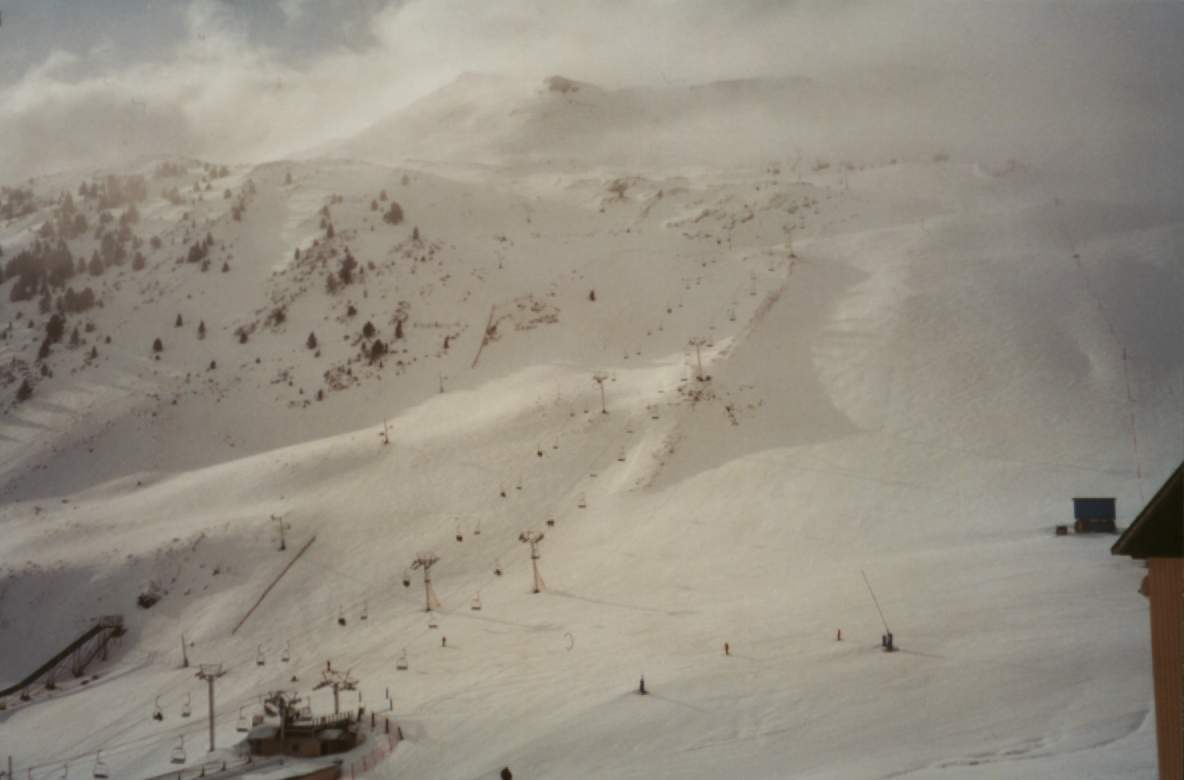
Partie inférieure de la zone Tobazo - On aperçoit le télésiège Tobazo II et le téléski Ollas, remplacés depuis par le télésiège Reina Sofia.

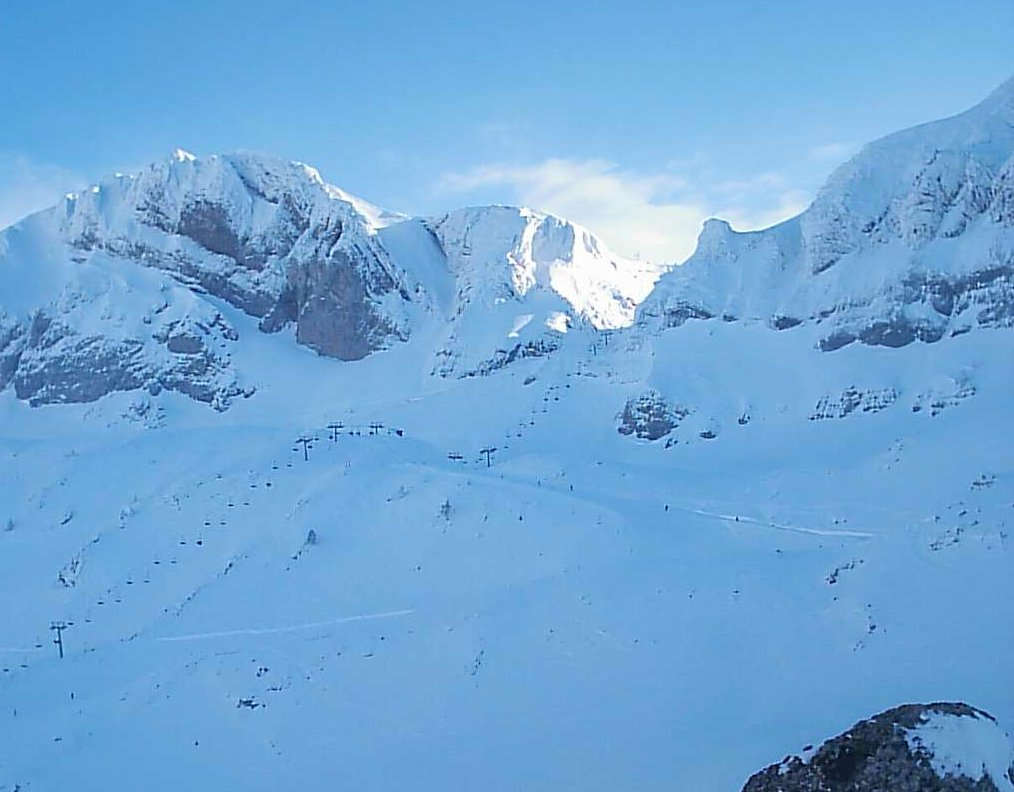
Zone Rinconnada-Tortiellas

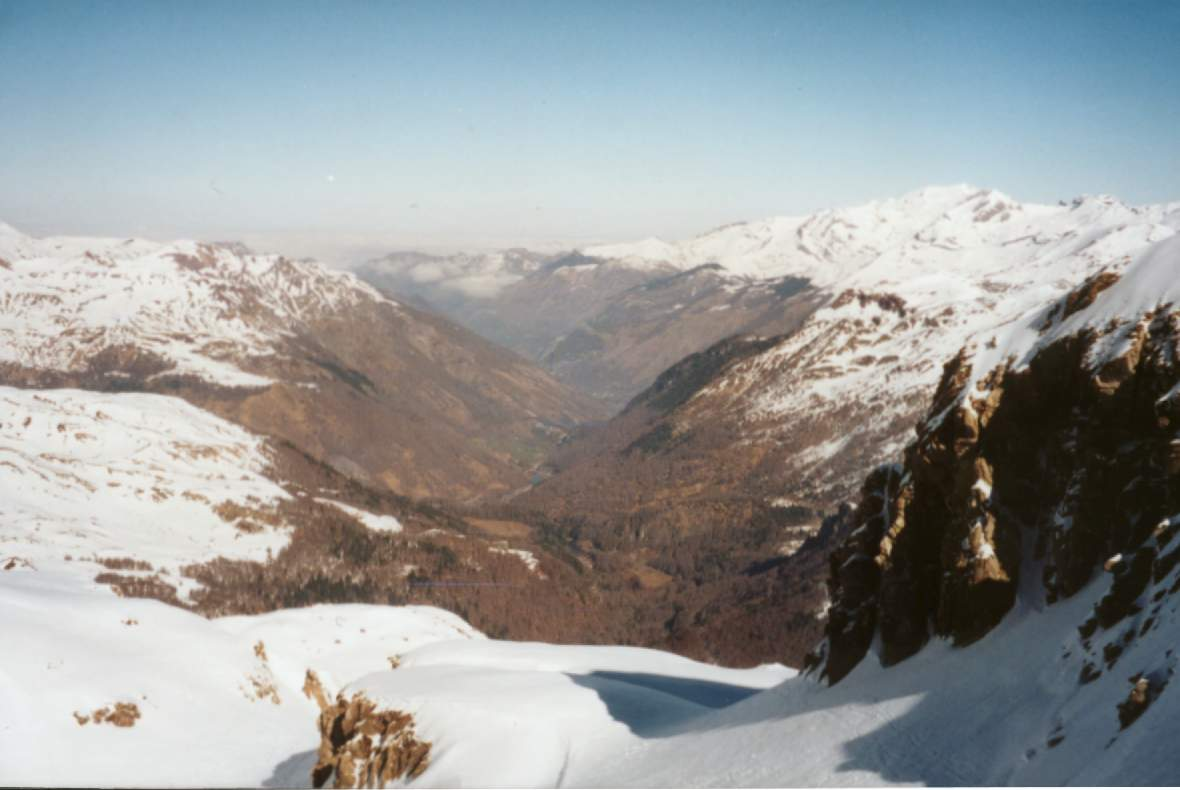
La vallée d'Aspe vue depuis le sommet de Candanchú, la Tuca Blanca.

- Candanchú est réputée pour la difficulté de ses pistes noires, ainsi que quelques itinéraires hors pistes tels que le Tubo de la Zapatilla [4] (voir photo) et Loma Verde, qui ont déjà vu plusieurs accidents mortels. Bien qu'ils n'aient jamais été ni préparés ni balisés par le passé, ces itinéraires ne sont plus indiqués sur le plan des pistes de Candanchú, pour des raisons évidentes de sécurité.

- L'École Militaire de Montagne espagnole[5] a basé ses infrastructures à Candanchú.

- Candanchú fut également la première station espagnole à mettre en place les cours de ski, aussi bien pour les skieurs amateurs que pour les futurs moniteurs.

- Candanchú possède également l'hotel le plus ancien construit dans une station de ski de haute montagne (1560 m): il s'agit de l'Hôtel Candanchú, construit en 1935[6].

- Candanchú est une étape du GR 11, et située sur les Chemins de Compostelle.

## Liens avec la station d'Astún
Candanchú et Astún proposent un forfait de ski commun, avec une liaison par autobus entre les deux domaines, chose assez fréquente au sein des domaines skiables alpins. L'ensemble des deux stations forme le domaine skiable Astún-Candanchú, dont un plan des pistes est disponible ici.

## Projets

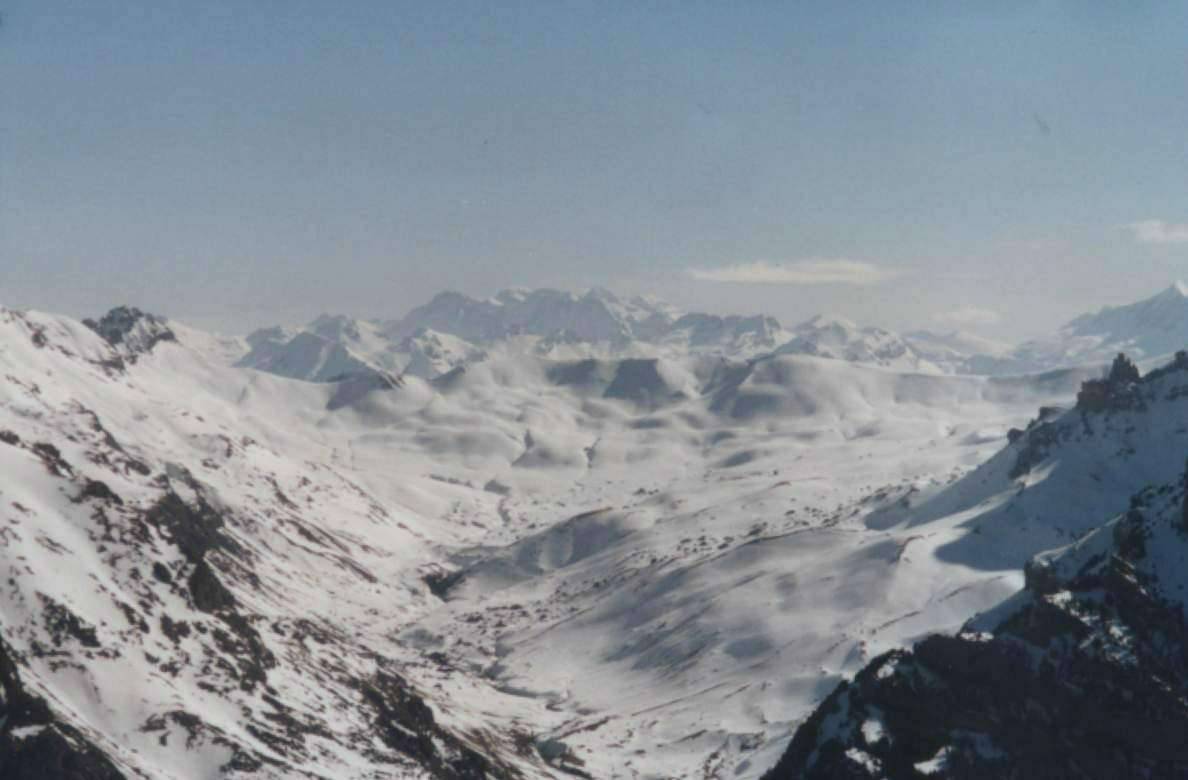
Depuis la Tuca Blanca, vue du canal de Izas, par lequel la liaison avec Formigal est envisagée. Au fond, le massif du Mont Perdu.

Un projet de fusion avec le groupe semi-public Aramón est actuellement envisagé. En effet, Candanchú est une entreprise privée fonctionnant de manière indépendante, mais non sans difficultés financières qui ne permettent ni sa modernisation ni son extension. Outre le soulagement financier, le rachat de Candanchú par Aramón pourrait éventuellement permettre de réaliser le (vieux) projet de liaison physique avec Astún (la liaison se faisant aujourd'hui par autobus), et, à plus long terme, la liaison Astún-Candanchú-Formigal , bien que ce projet soit très critiqué par les associations de défense de la nature qui dénoncent à juste titre le "matraquage" de la montagne difficile à éviter dans de tels projets. Si ce projet devait voir le jour, le domaine Astun-Candanchú-Formigal serait encore plus vaste que Grandvalira (Pas de la Case), actuellement plus grand domaine skiable des Pyrénées.

## Jeux olympiques d'hiver
Candanchú a été quatre fois candidate pour accueillir des épreuves des Jeux olympiques d'Hiver, dans le cadre de la candidature de la ville de Jaca en 1998, 2002, 2010 et 2014.

## Services et commodités
La station offre tous les services classiques : 27 remonte-pentes d'une capacité de 26 100 skieurs/heure (6 télésièges, 17 téléskis, 4 tapis), infirmerie, école de ski, ainsi qu'une école pour les moniteurs. On trouve également diverses possibilités de restauration, de location de matériel, de garderie, etc. La station propose également de nombreuses possibilités de logement, (Hôtels 2 et 3 étoiles, appartements, refuges, auberges...)
La gare de Canfranc à 5 kilomètres permet aux skieurs de s'acheminer en train depuis l'aéroport international de Saragosse.